# 大兴机场站
大兴机场站位于中国河北省廊坊市广阳区九州镇，隶属中国铁路北京局集团有限公司管辖，是京雄城际铁路、津兴城际铁路、怀兴城际铁路的一座铁路车站。车站设在北京大兴国际机场北航站楼地下，主要服务于往来北京大兴国际机场的旅客，车站于2019年9月26日开通，建成后从北京西站到北京大兴国际机场全程只需20分钟。

## 历史
京雄城际铁路大兴机场站规划建设期间的工程名有北京新机场站、新机场站等；怀兴城际铁路大兴机场站工程名为新机场站，廊坊市发改委拟将怀兴城际车站命名为大兴机场东站，但怀兴城际公布正式命名时改为大兴机场站。
北京新机场站最初为京霸城际铁路规划车站，中心里程为CK43+863，设置为2台6线（其中2条正线），与北京大兴国际机场（北京新机场）北航站楼共构。航站楼主体结构于2016年3月开工，京霸城际铁路北京段于2016年12月30日开工。2017年4月雄安新区成立以后，为满足雄安新区的运输要求，原京霸城际铁路新机场至霸州段被调整为新机场至雄安段。
2019年2月，京雄城际铁路新机场站主体结构完工，进入无砟轨道施工和铺轨作业阶段。
2019年8月，京雄城际铁路新机场站计划更名为大兴机场站。8月9日，大兴机场站随京雄城际铁路（北京段）进入联调联试阶段。9月26日，国铁大兴机场站正式开通运营。
2024年12月28日，因怀兴城际铁路一期建成通车，大兴机场站怀兴城际场正式启用。

## 车站构造
大兴机场站位于北京大兴国际机场下方。车站主吊顶采用穿孔铝板和整体式发光天棚。地下一层为换乘大厅、候车大厅，地下二层为站台层，按京雄城际铁路、地铁大兴机场线、怀兴城际铁路自西向东并列分布，大兴机场站线路全长2011米，总建筑面积11.5万平方米，站厅层1.6万平方米，供旅客使用面积约3万平方米，共设置2个站台、6条轨道线（正线2条，到发线4条）。
车站采取“上进上出”的流线模式，进站乘客先由地面航站区进入地下一层候车大厅，进站后检票进入地下二层站台乘车；出站旅客在地下一层南北区出站，再通过换乘通廊向上进入航站楼。
| 地下一层 站厅层 | 换乘大厅              | 去往北京大兴国际机场航站楼，停车楼，地铁站                           |
| 地下一层 站厅层 | 京雄城际站厅（西）    | 客务中心、自动售票机、进出站闸机、自助值机业务、航班信息查询、候车区 |
| 地下一层 站厅层 | 怀兴城际站厅（东）    |                                                                      |
| 地下二层 站台层 | 1站台（到发线）       | 京雄城际铁路往北京西方向（北京大兴站）                               |
| 地下二层 站台层 | 岛式站台 ，设有屏蔽门 |                                                                      |
| 地下二层 站台层 | 2站台（到发线）       | 京雄城际铁路往北京西方向（北京大兴站）                               |
| 地下二层 站台层 | 正线1                 | 京雄城际铁路上行列车通过线                                           |
| 地下二层 站台层 | 正线2                 | 京雄城际铁路下行列车通过线                                           |
| 地下二层 站台层 | 3站台（到发线）       | 京雄城际铁路往雄安方向（固安东站）                                   |
| 地下二层 站台层 | 岛式站台，设有屏蔽门  |                                                                      |
| 地下二层 站台层 | 4站台（到发线）       | 京雄城际铁路往雄安方向（固安东站）                                   |
| 地下二层 站台层 | 怀兴城际铁路站台      |                                                                      |

## 设施

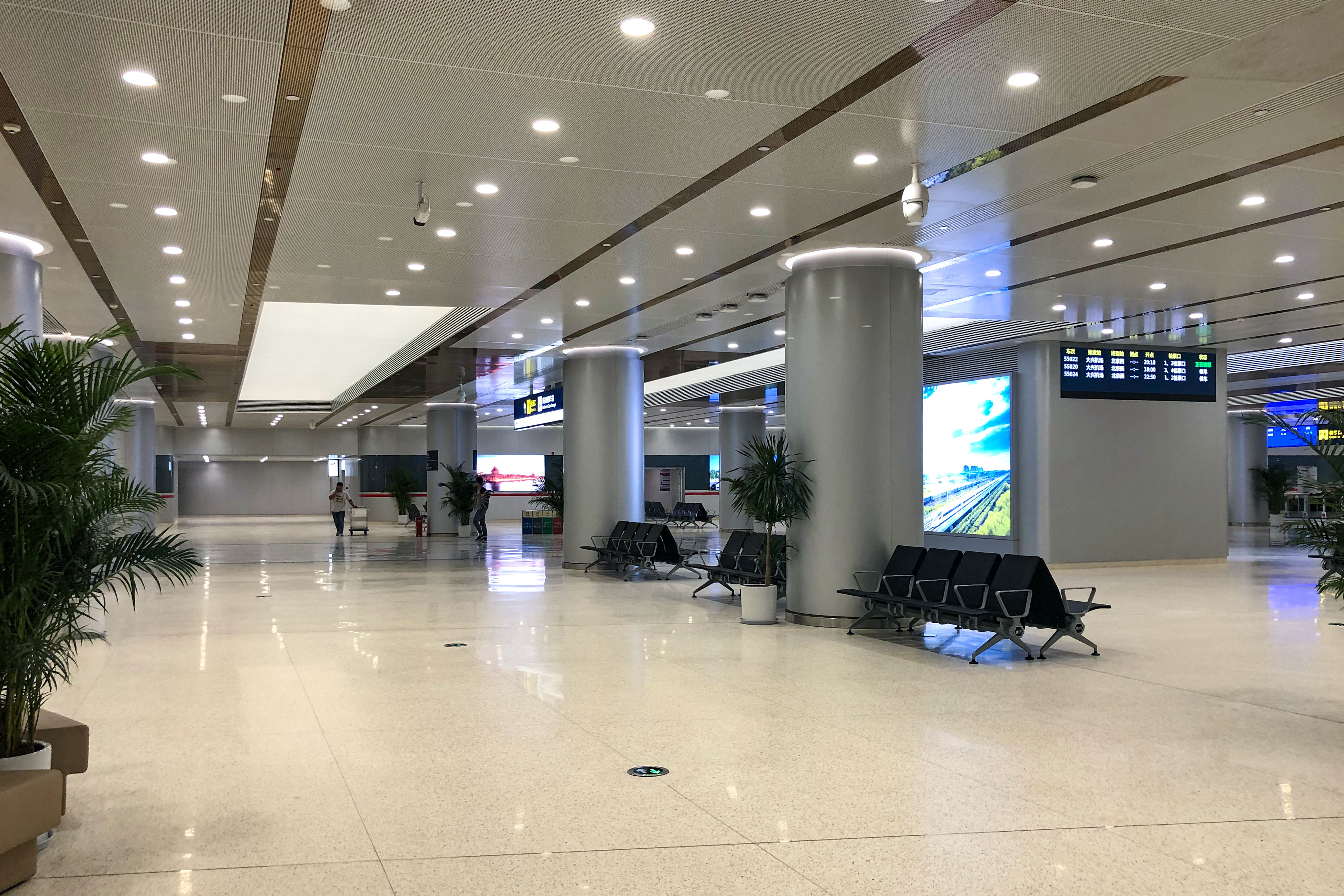
国铁候车室（2019年9月）

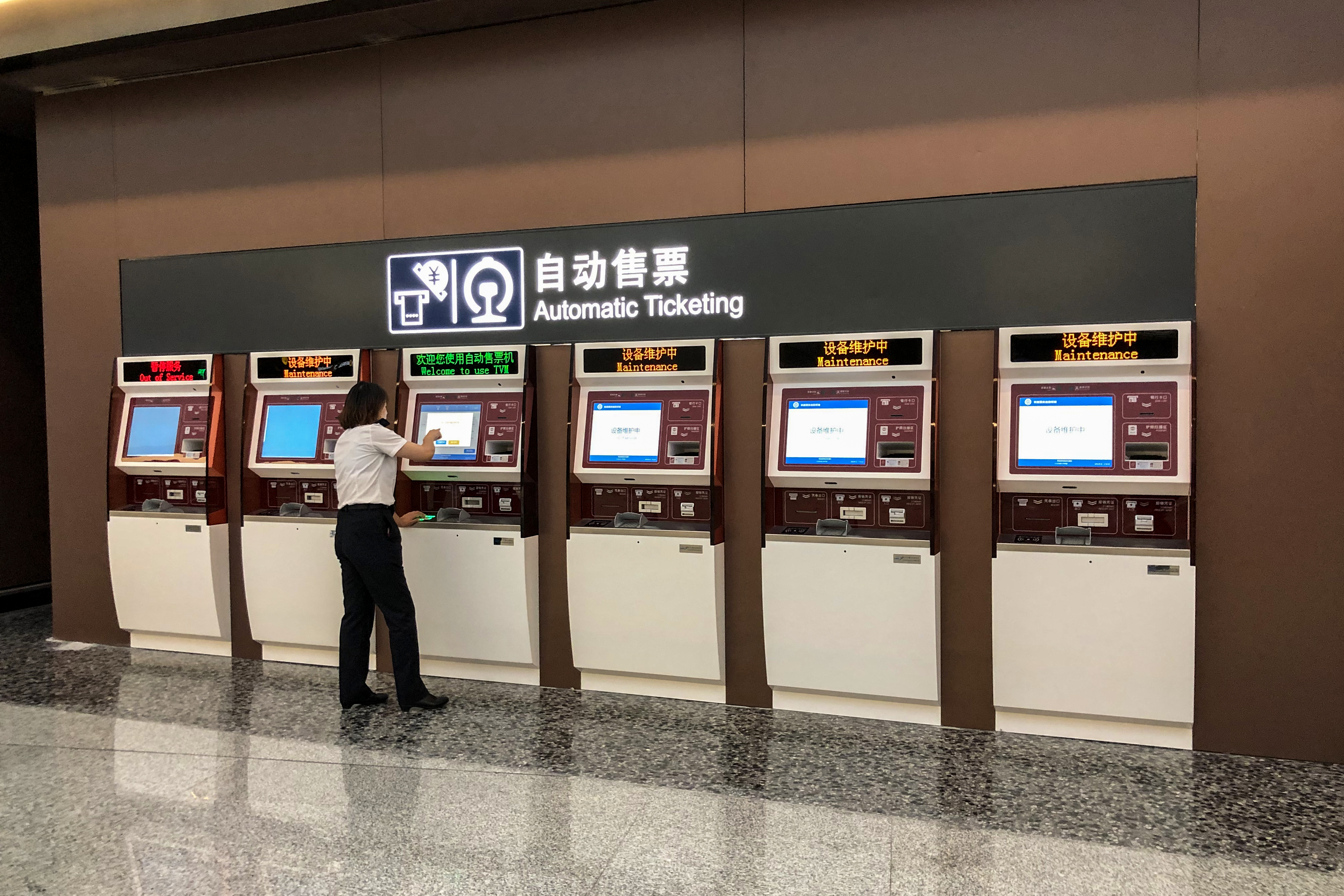
国铁售票机（2019年9月）

国铁的站台上安装了滑动式幕门，以减少列车经过时的噪音；为方便大件行李上下车，幕门和车门之间空出了宽1.2米的区域。进站时，乘客可使用人脸识别、身份证、护照、港澳通行证和12306客户端生成的二维码完成检票。

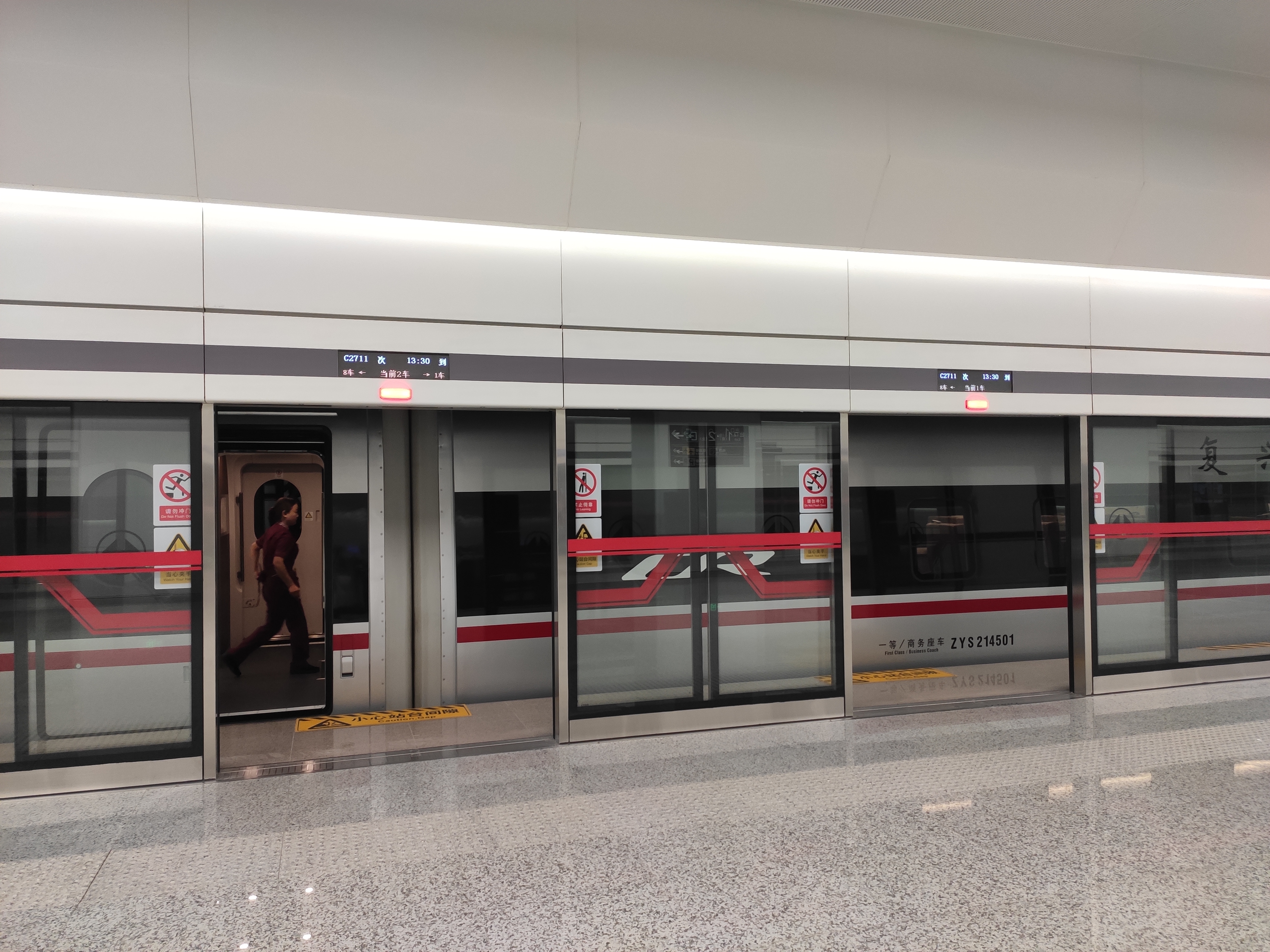
国铁站台上的幕门（2019年9月）